# Katherine Freese
Katherine Freese (Friburgo, 1957) es una astrofísica teórica estadounidense nacida en Alemania Es profesora de física en la Universidad de Texas en Austin. Es conocida por su trabajo en cosmología teórica en la interfaz de física de partículas y la astrofísica.

## Educación y carrera académica
Cursó su licenciatura en la Universidad de Princeton y fue una de las primeras mujeres en especializarse en física en esa Universidad.
Obtuvo su maestría en la Universidad de Columbia y su doctorado en la Universidad de Chicago. Realizó sus becas postdoctorales en la Universidad de Harvard y en el Instituto Kavli de Física Teórica de la Universidad de California. Luego se convirtió en profesora asistente en el MIT.
Se mudó a la Universidad de Míchigan en Ann Arbor, donde fue profesora de Física. De 2007 a 2014 fue directora asociada del Centro de Física Teórica de Míchigan. En septiembre de 2014, asumió el cargo de directora de Nordita, el Instituto Nórdico de Física Teórica, en Estocolmo, y ocupó el cargo de profesora visitante de física en la Universidad de Estocolmo. En 2019, comenzó a trabajar en la Universidad de Texas en Austin.

## Contribuciones
Katherine Freese ha contribuido a las primeras investigaciones sobre la materia oscura y la energía oscura. Fue una de las primeras en proponer formas de descubrir la materia oscura. Su idea de detección indirecta en la Tierra está siendo perseguida por el experimento del Observatorio de Neutrinos IceCube, y el "viento" de las partículas de materia oscura que se sienten cuando la Tierra orbita la Vía Láctea (trabajo con David Spergel) está siendo buscado por experimentos en todo el mundo. Su trabajo descartó decisivamente la teoría de materia oscura MACHO (Objeto de halo compacto masivo) en favor de WIMPs (partículas masivas de interacción débil). Ha propuesto un modelo conocido como "expansión cardassiana", en el que la energía oscura se reemplaza con una modificación de las ecuaciones de Einstein. En 2008, propuso un nuevo tipo teórico de estrella, llamada estrella oscura, impulsada por la aniquilación de materia oscura en lugar de la fusión.
También ha trabajado en los inicios del universo, incluida la búsqueda de una teoría inflacionaria exitosa para iniciar el Big Bang. Su modelo de inflación natural es una variante de inflación teóricamente bien motivada; utiliza partículas de tipo axiónico para proporcionar los potenciales planos necesarios para impulsar la expansión. En 2013, las observaciones realizadas por el satélite Planck de la Agencia Espacial Europea muestran que el marco de la inflación natural coincide con los datos. Ha estudiado el destino final del universo, incluido el destino de la vida en el universo.
Se ha desempeñado en la Junta del Instituto Kavli de Física Teórica en Santa Bárbara y en la Junta del Centro de Física de Aspen. De 2008 a 2012 fue consejera y miembro del Comité Ejecutivo de la American Physical Society, y de 2005 a 2008 fue miembro del Comité Asesor de Astronomía y Astrofísica (AAAC). Actualmente es miembro de la Junta del Centro Oskar Klein de Física de Cosmopartículas en Estocolmo.

## Honores
Fue elegida miembro de la American Physical Society en 2009. Recibió una beca de la Fundación Simons en Física Teórica en 2012. En septiembre de 2012, Freese recibió un Doctorado Honoris Causa de la Universidad de Estocolmo. Recibió el premio Julius Edgar Lilienfeld 2019 de la Sociedad Estadounidense de Física "por sus investigaciones innovadoras en la interfaz de la cosmología y la física de partículas, y sus incansables esfuerzos por comunicar la emoción de la física al público en general". En 2020 fue elegida miembro de la Academia Nacional de Ciencias.

## Vida personal
Nació en Friburgo, Alemania. A los nueve meses emigró a Estados Unidos. Está casada con Fred Adams y tienen un hijo, Douglas Quincy Adams. 

## Divulgación
En 2014 escribió un libro para el público general sobre la materia oscura y la energía en relación con la investigación reciente en cosmología y física de partículas, titulada The Cosmic Cocktail: Three Parts Dark Matter (Science Essentials, 2014, ISBN 0691153353. 